# Piosenki Pana Tik-Taka
Tik-Tak – pierwsze opublikowane oficjalnie wydawnictwo płytowe warszawskiego dziecięcego zespołu wokalnego Fasolki. "Czwórka" zawiera 7 piosenek, opublikowanych wcześniej w telewizyjnym programie dla dzieci Tik-Tak i napisanych specjalnie na potrzeby tegoż programu. Autorem tekstów wszystkich piosenek była Ewa Chotomska, muzykę napisali Krzysztof Marzec i Marek Wysocki. 
Nagrań dokonano podczas sesji w studio Polskiego Radia 
Nagrania pochodzące z tego wydawnictwa nie zostały oficjalnie wydane na nośnikach magnetycznych, jednakże na przełomie lat 80. i 90., były dostępne na nielegalnie powielanych kasetach, sprzedawanych na bazarach.

## Twórcy
- Krzysztof Marzec - kier. muzyczne
- Zespół Fasolki
- Grupa ZOO - zespół akompaniujący

Soliści:
- Krzysztof Marzec - śpiew (A1)
- Karolina Bernacka - śpiew (B1)
- Jarosław Bułka - śpiew (A2, B2)
- Marek Wysocki, Zbigniew Grusznic - śpiew (A 3)

## Lista utworów
Strona A
1. Pan Tik-Tak (wstęp) (K. Marzec/E. Chotomska)
2. Domowa piosenka (K. Marzec/E. Chotomska)
3. Urodziny Tik-Taka (M. Wysocki/E. Chotomska)
4. Tik Tak w ZOO (M. Wysocki/E. Chotomska)

Strona B
1. Myj zęby (K. Marzec/|E. Chotomska)
2. Mydło lubi zabawę (K. Marzec/E. Chotomska)
3. Niedziela z tatą, niedziela z mamą (M. Wysocki/E. Chotomska)
4. Pan Tik-Tak (finał) (K. Marzec/E. Chotomska)